# Hans Zurbrügg
Hans Zurbrügg (* 1944 in Bern) ist ein Berner Hotelunternehmer, ehemaliger Jazzmusiker und Musikproduzent. Er ist Mitbegründer des Internationalen Jazzfestivals Bern. In seinem Wirken unterstützt er auch das Kulturgut Jazz und Blues.

## Musikalisches Wirken
Als Amateurtrompeter trat er 1963 der Wolverines Jazz Band of Bern bei, deren Bandleader er bis zu deren 50-Jahr-Jubiläum 2011 war. 1966 gründete er zusammen mit Freunden den Wolverines Jazz Club, welcher regelmässig Konzerte in Bern veranstaltete (u. a. 1971 Erroll Garner).
1976 initiierte er das 1. Internationale Jazzfestival Bern und gründete zu diesem Zweck den Verein IJFB (Internationales Jazz Festival Bern). Im Rahmen des Jazzfestivals – das im 2018 das 43. Jubiläum feiern konnte – finden jährlich Konzerte namhafter Künstler statt, in der Vergangenheit u. a. Ella Fitzgerald, B. B. King, Herbie Hancock.

## Unternehmerische Tätigkeit
Zusammen mit seiner Frau, der Innenarchitektin Marianne Gauer, gründete er 1990 die ZG Hotels (Hotels Innere Enge und Savoy Bern), nachdem er von 1972 bis 1990 Mitinhaber und Direktor der international tätigen Gauer Hotel Gruppe gewesen war.
1992 eröffnete er das Hotel Innere Enge, in welchem sich der Marians Jazzroom befindet, der heute zu den wichtigsten Jazzclubs der Schweiz mit internationalen Gästen zählt und seit Jahren vom Down Beat (einem der führenden US-amerikanischen Jazz-Magazine) zu den «Great Jazzrooms» gezählt wird.
Zurbrügg kann seit fast 20 Jahren auf die Mitarbeit seines Sohnes Benny Zurbrügg zählen, der seit einigen Jahren für die Durchführung sämtlicher Jazzanlässe (über 200 Konzerte pro Jahr) verantwortlich ist.
Daneben produzierte Zurbrügg schon seit 1976 Jazzalben. 2004 begann er mit der Erarbeitung der Grundlagen für die Realisation der The Jazz & Blues ART BOX, einer Veröffentlichung, welche die Jazz- und Blueskonzerte des Berner Festivals der Jahre 1983 bis 2002 enthält, die alle vom Schweizer Fernsehen aufgezeichnet wurden. Die Edition von 230 DVDs aus den Archiven des Jazzfestivals Bern mit bild- und tontechnisch hochstehenden Zeugnissen der Jazz- und Blues-Geschichte gilt im Jazzbereich als «die umfassendste Sammlung von Videoaufnahmen, die je vorgestellt wurde», so Wynton Marsalis.

## Auszeichnungen
1989 wurde er mit dem Unternehmerpreis des Handels- und Industrievereins in Bern ausgezeichnet. Im gleichen Jahr erhielt er von der Burgergemeinde die Goldene Medaille – die höchste Auszeichnung für ausserordentliche Verdienste der Stadt Bern. Der Verein IJFB, deren Präsident er noch heute ist, erhielt 1995 von der Burgergemeinde Bern den mit 100'000 Franken höchstdotierten Kulturpreis der Schweiz. 1994 zeichnete der Verein Pro Renova ihn und seine Frau mit dem Goldenen Dach in Anerkennung für die Planung und Realisierung des Hotels Innere Enge aus. 2013 wurde ihm von der New School University in New York der Beacons in Jazz Award überreicht.